# Ústřední zámek

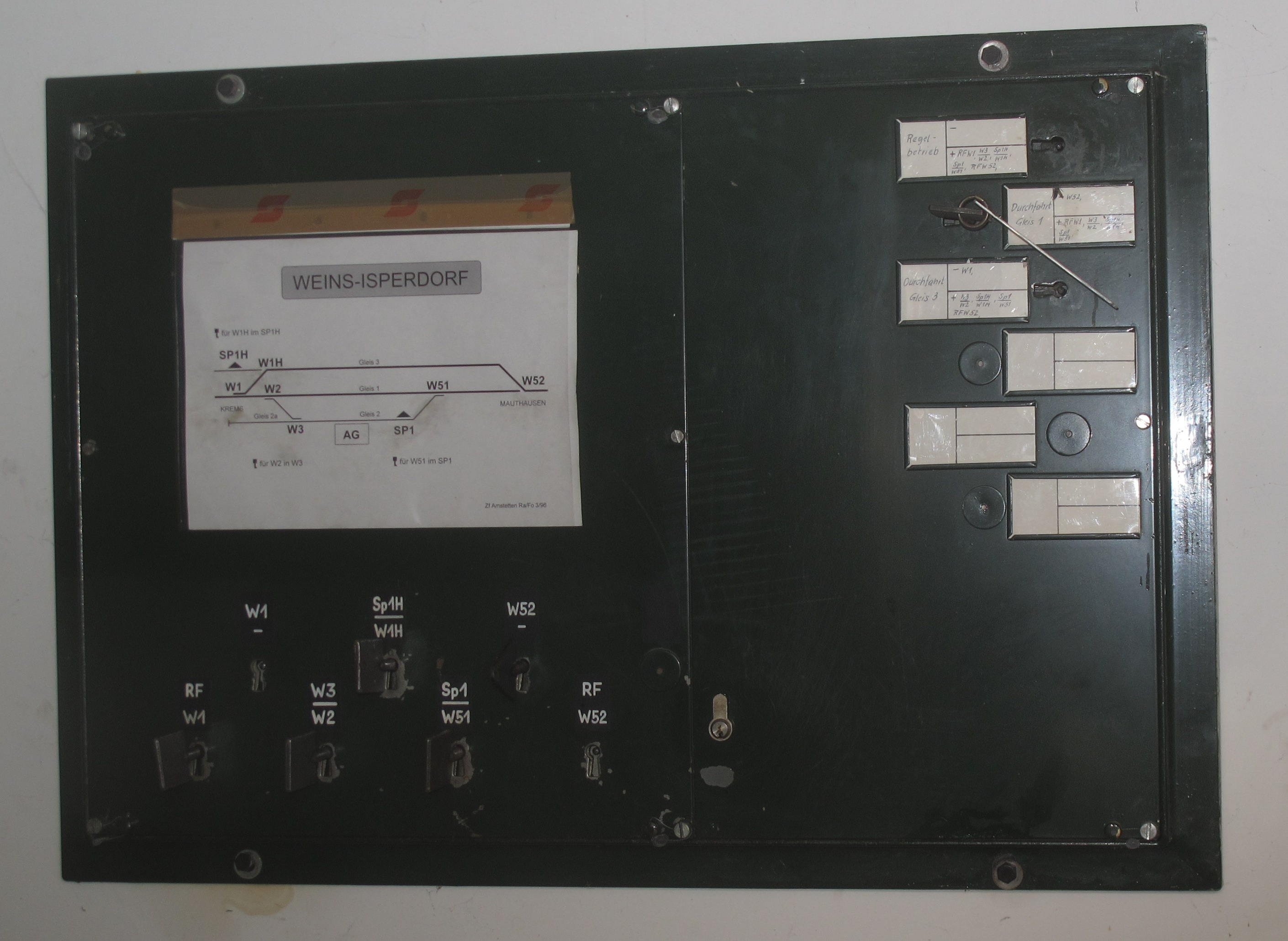
Ústřední zámek v rakouské stanici Weins-Isperdorf, dílčí klíče jsou pod plánkem stanice, výsledné vpravo nahoře.

Ústřední zámek je staniční mechanické zabezpečovací zařízení pro zřízení mechanických závislostí mezi výhybkami a návěstidly. Znemožňuje postavení návěstidla do polohy dovolující jízdu, aniž by byla správně postavena vlaková cesta.

## Konstrukce a princip fungování
Ústřední zámek je skříňka s jednou či více skupinami zámků pro závislostní klíče konkrétní vlakové cesty, přičemž ke každé skupině přísluší zámek pro výsledný klíč. Standardní soudobé uspořádání užívané v České republice je takové, že zámky pro závislostní klíče jedné skupiny jsou prostorově uspořádány v řadě a po straně (stranách) od nich (na konci či začátku řady) se nachází zámek pro příslušný výsledný klíč. Nad zámky se nacházejí štítky identifikující potřebné klíče. Historicky a v jiných zemích se lze setkat i s jiným uspořádáním.
Uvnitř skříně uložená pravítka zajišťují, že výsledný klíč, který umožňuje postavení návěsti dovolující jízdu na příslušném návěstidle, je možno vyjmout pouze, jsou-li na místě všechny příslušné závislostní klíče vlakové cesty. Stejně naopak platí, že dokud je výsledný klíč vyňat, nelze manipulovat se závislostními klíči.

## Používání
Ústřední zámek je primitivní zařízení, které se v České republice v současnosti užívá již jen v malých stanicích. Jeho vylepšená modifikace nazývaná bubnový přístroj, která se užívala ve velkých stanicích, kde by klasický ústřední zámek byl příliš velký a nepřehledný, již byla modernizací zcela vymýcena.